# Marion Weichelt Krupski

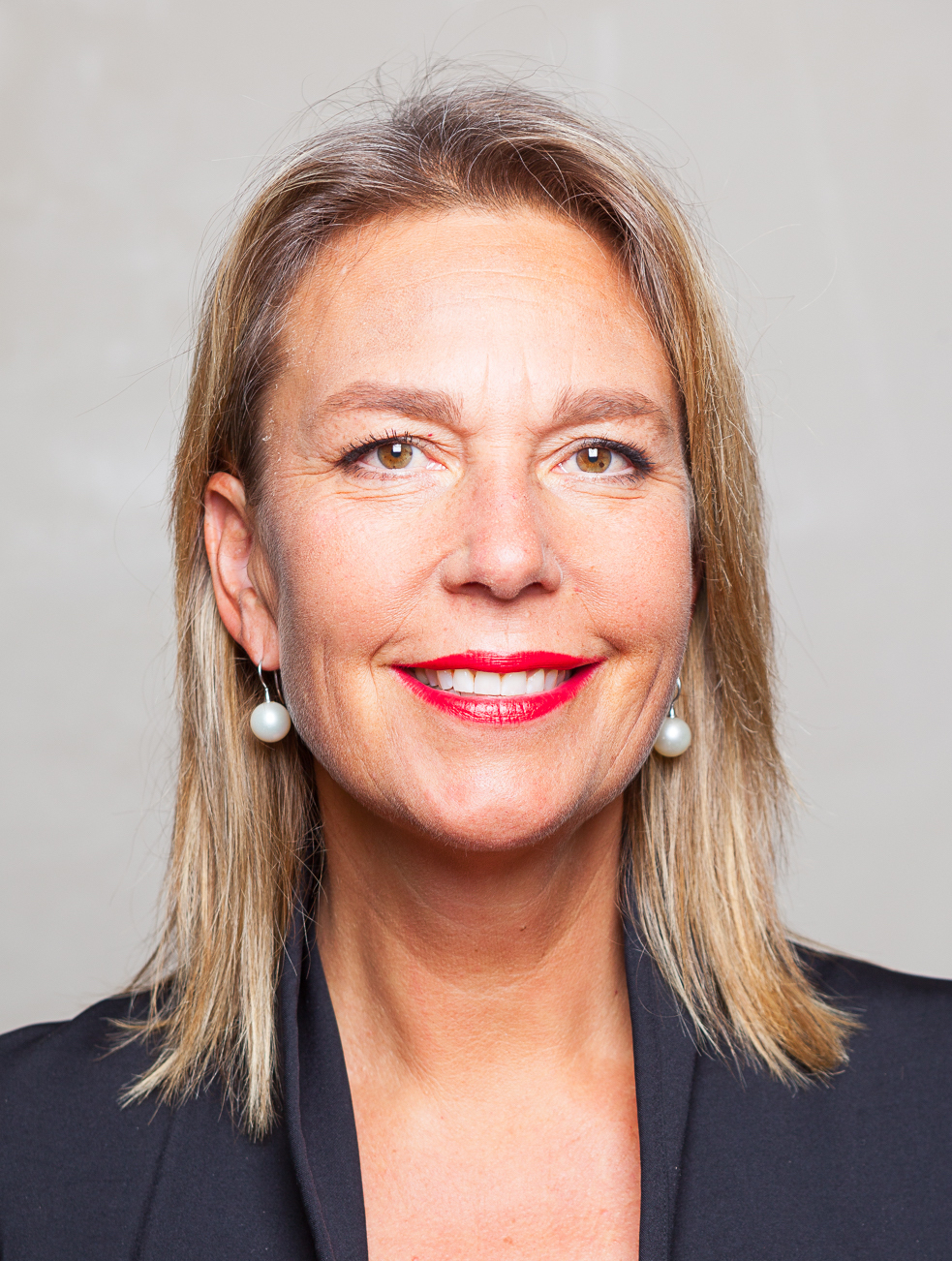
Marion Weichelt Krupski (2019)

Marion Weichelt Krupski (* 1964 in Zürich; heimatberechtigt in Zürich und Altdorf/UR) ist eine Schweizer Diplomatin. Von 2010 bis 2014 war sie Schweizer Botschafterin in Neuseeland, Cookinseln, Fidschi, Samoa, Tonga und Tuvalu und Schweizer Generalkonsulin für Amerikanisch-Samoa. Von 2014 bis 2017 war sie die stellvertretende Missionschefin in Berlin. Von August 2017 bis 2021 war sie die Schweizer Botschafterin in Senegal, Mali, Mauretanien, Gambia, Guinea-Bissau und den Kapverden. Seit 2021 ist sie die Botschafterin der Schweiz im Libanon.

## Leben und Wirken
Die 1964 geborene Zürcherin wuchs als Tochter von einem ehemaligen deutschen Flüchtling in Zürich auf. Sie besuchte das Literargymnasium Rämibühl in Zürich und verbrachte 1981–1982 als AFS-Austauschstudentin ein Jahr in Newtown, Connecticut (Vereinigte Staaten von Amerika), wo sie mit einem High School Diploma abschloss. Nach der Matura studierte sie an der Universität Zürich Rechtswissenschaften und doktorierte bei Prof. Daniel Thürer im humanitären Völkerrecht. Sie arbeitete beim Bezirksgericht Zürich und beim Obergericht Zürich sowie bei der damaligen Erziehungsdirektion des Kantons Zürich (heute Bildungsdirektion des Kantons Zürich) als juristische Sekretärin.
1994 trat sie in den diplomatischen Dienst des Eidgenössischen Departements für auswärtige Angelegenheiten (EDA) ein und wurde als Stagiaire in Bern, Tel Aviv (Israel) und Genf eingesetzt. Ab Mai 1996 war sie in Bern als diplomatische Mitarbeiterin bei der Sektion humanitäre und internationale Flüchtlingspolitik der Politischen Abteilung tätig. 1998 bis 2000 bezog sie einen unbezahlten Urlaub vom diplomatischen Dienst und arbeitete für das Internationale Komitee vom Roten Kreuz (IKRK) in Butare (Ruanda) und für die Regionaldelegation in Tunis. 2000 bis 2003 arbeitete sie als diplomatische Mitarbeiterin in der Politischen Abteilung Afrika und Naher Osten, bevor sie 2003 als Botschaftsrätin mit Zuständigkeitsbereich Recht und Politik nach Washington D.C. versetzt wurde. Von 2006 bis 2009 war sie stellvertretende Personalchefin und Chefin Personaleinsatz in der Direktion für Ressourcen und Aussennetz im EDA, bevor sie 2009 zur Vizedirektorin in der Völkerrechtsdirektion und Chefin der Abteilung Menschenrechte und Humanitäres Völkerrecht mit dem Rang einer Botschafterin ernannt wurde. Sie war in dieser Zeit Generalsekretärin der Internationalen Humanitären Ermittlungskommission (IHEK), Koordinatorin der Arbeitsgruppe Terrorismusbekämpfung im EDA und Mitglied der Koordinationsstelle gegen Menschenhandel (KSMM) im Eidgenössischen Justiz- und Polizeidepartement (EJPD).
Im August 2010 übernahm Weichelt Krupski als Nachfolgerin von Beat Nobs die Leitung der Schweizerischen Botschaft in Wellington. Von 2014 bis 2017 war sie die stellvertretende Missionschefin in Berlin.
Im September 2016 wurde sie als ausserordentliche und bevollmächtigte Botschafterin an der Schweizerischen Botschaft in Dakar (Senegal) bestimmt. Die Akkreditierung gilt gleichzeitig für Gambia, Kap Verde, Guinea-Bissau, Mali und Mauretanien.
Im Oktober 2020 ernannte der Bundesrat Marion Weichelt zur Botschafterin in der Libanesischen Republik, mit Sitz in Beirut. Sie hat diese Funktion 2021 angetreten, mit Zuständigkeit für Libanon und für Syrien.

## Familie
Marion Weichelt Krupski war mit dem Urner Sozialpädagogen und online-Coach Waldemar Krupski verheiratet. Sie ist Mutter von zwei Söhnen und einer Tochter.